# ب
ب (arabsky بَاء, bā', výslovnost: b, IPA: b, persky be, výslovnost: b, IPA: b) je arabské písmeno. Písmeno je pomocí diakritického znaménka odvozeno z písmena ٮ, které se ale v moderních způsobech zápisu arabským písmem samostatně nepoužívá. Písmeno se může v textu nacházet ve čtyřech podobách, podle toho, v které části slova se nachází:
| samostatné | na konci slova | na začátku slova | uprostřed slova |
| ---------- | -------------- | ---------------- | --------------- |
| ﺏ          | ﺐ              | ﺑ                | ﺒ               |

Unicode obsahuje varianty písmena:
- ݑ - s třemi tečkami nad,[1] současně i varianta písmena ث,
- ࢡ – s hamzou nad,[2]
- ࢶ – s písmenem م nad.[2]

V hebrejštině písmenu ب odpovídá písmeno בּ, v syrštině písmeno ܒ.